# Méthode Ier de Constantinople
 (octobre 2016).
Si vous disposez d'ouvrages ou d'articles de référence ou si vous connaissez des sites web de qualité traitant du thème abordé ici, merci de compléter l'article en donnant les références utiles à sa vérifiabilité et en les liant à la section « Notes et références ».
Méthode Ier de Constantinople (en grec ancien : Μεθόδιος, en latin Methodius) fut patriarche de Constantinople du 4 mars 843 à sa mort le 14 juin 847. Son avènement correspondit au rétablissement du culte des images après la deuxième période iconoclaste : le triomphe de l'orthodoxie.

## Biographie
La principale source utilisée pour reconstituer la biographie de Méthode est une Vie (reproduite en PG, vol. 100) considérée comme très postérieure à la mort du patriarche. L'attribution à Méthode de la Vie d'Euthyme de Sardes, transmise anonymement par un seul manuscrit, conduit à apporter certaines corrections aux données traditionnellement admises.
Il naquit à Syracuse, dans une riche famille, en 787 ou 788. Jeune homme, il vint à Constantinople pour chercher un emploi à la cour, mais fut sensible à la prédication d'un moine et entra au monastère de Chènolakkos. Il y devint peut-être higoumène.
En mars 815, l'empereur Léon V l'Arménien déposa le patriarche Nicéphore Ier de Constantinople et rétablit officiellement l'iconoclasme. Méthode partit pour Rome, peut-être envoyé par Nicéphore, et y resta jusqu'au meurtre de Léon V le jour de Noël 820. Ensuite, espérant apparemment un changement de politique religieuse de la part de Michel II, le nouvel empereur, il revint à Constantinople porteur d'une lettre du pape Pascal Ier réclamant le rétablissement du patriarche Nicéphore et l'abandon de l'iconoclasme. Selon sa Vie, il n'eut pas plus tôt délivré son message à l'empereur qu'il fut saisi par les gardes, reçut 70 coups de fouet, puis fut enfermé dans un cachot souterrain qui était une ancienne tombe, où il resta pendant sept ans dans des conditions affreuses ; mais l'auteur de la Vie d'Euthyme de Sardes fut seulement consigné dans une cellule de monastère sur l'îlot Saint-André (mer de Marmara), où il écrivit plusieurs textes et eut des contacts suivis avec l'extérieur.
En 829, peu de temps avant sa mort, Michel II aurait, selon la Vie de Méthode, promulgué une amnistie générale qui aurait permis au futur patriarche de sortir de son cachot ; mais l'auteur de la Vie d'Euthyme resta consigné bien plus longtemps dans le monastère Saint-André où il se trouvait encore en 832, date de la rédaction de ce texte (avec une plus grande liberté de mouvement ?). En 831, un autre texte prophétique circula, contenant l'annonce de la mort de l'empereur Théophile ; ce fut la raison de l'arrestation d'Euthyme de Sardes, apparemment accusé d'avoir diffusé le texte, conduit sur l'îlot Saint-André et soumis à un interrogatoire brutal, ponctué de coups de fouet, pour l'amener à dénoncer ses complices, à la suite de quoi il mourut.
Sous le pontificat du patriarche Jean VII le Grammairien (intronisé en 837), l'empereur Théophile trouva dans la bibliothèque du palais impérial un mystérieux document dont l'interprétation le tourmenta tellement qu'il en perdit l'appétit. Son chambellan, nommé Jean, l'assura que Méthode pouvait lui en donner l'explication. Avec l'accord de l'empereur, il se rendit sur l'îlot Saint-André, où le futur patriarche était donc toujours consigné. Impressionné par la réponse fournie, Théophile fit venir Méthode au palais et le logea dans un bâtiment appelé le Sigma pour pouvoir le consulter quand il en aurait besoin. Installé au palais, Méthode put nouer des liens avec l'impératrice Théodora, qui à l'insu de son époux était partisane du culte des images.
Après la mort prématurée de Théophile, en janvier 842, Théodora, devenue régente, et le ministre Théoctiste s'employèrent à écarter le patriarche Jean le Grammairien, et à rétablir le culte des icônes. Une assemblée de dignitaires civils et religieux triés sur le volet se tint au domicile de Théoctiste le dimanche 4 mars 843, en l'absence du patriarche Jean ; elle réaffirma la validité du deuxième concile de Nicée de 787, déposa le patriarche (qui aurait été arrêté et enfermé dans un monastère), et nomma Méthode à sa place. Le dimanche suivant, 11 mars, le nouveau patriarche, flanqué de l'impératrice Théodora, de son jeune fils Michel III, âgé de trois ans, et du ministre Théoctiste, dirigea une procession solennelle depuis l'église Sainte-Marie des Blachernes jusqu'à la basilique Sainte-Sophie, symbolisant le retour des icônes dans l'église impériale : ce fut le triomphe de l'orthodoxie.
Quelque temps après, Méthode fit apporter les reliques du patriarche Nicéphore à Constantinople, les fit exposer plusieurs jours dans la basilique Sainte-Sophie, puis les fit inhumer dans l'église des Saints-Apôtres. La politique religieuse qu'il mena fut jugée de manière contradictoire : introduit au palais dès les dernières années du règne de Théophile, nommé patriarche par Théodora et Théoctiste sur la promesse, notamment, d'exonérer la mémoire de l'empereur défunt, il pouvait apparaître comme le tenant d'une ligne modérée ; cependant la purge qu'il mena dans le clergé ne fut pas spécialement indulgente, et il destitua presque tous les évêques de l'empire et les remplaça, même ceux qui avaient abjuré l'iconoclasme, sur le motif qu'ils avaient méprisé les décrets d'un concile œcuménique. Mais cette sévérité relative ne trouva pas grâce aux yeux des moines aux positions extrémistes du monastère de Stoudios, qui trouvèrent à redire à nombre de ses choix pour les nominations. Méthode ne put éviter d'apparaître comme un modéré face aux moines intransigeants, mais il fut soutenu par l'ermite Joannice du mont Olympe de Bithynie, qui se déplaça à Constantinople pour le cautionner. Quand il mourut, en juin 847, il fut remplacé par un candidat soutenu par les Stoudites, Ignace Rhangabé.

## Écrits
Méthode était un homme instruit, réputé pour sa science théologique, et qui écrivit beaucoup. Il reste de lui des lettres, des sermons et des textes hagiographiques et liturgiques. Dans cette dernière catégorie, il est probablement l'auteur du canon de l'Église orthodoxe célébrant la restauration du culte des images. Il fut aussi d'autre part l'auteur de textes à caractère prophétique, contenant l'annonce de la mort de Léon V, celle de Michel II et celle de Théophile. Le texte intitulé Visions de Daniel (829), conservé en traduction slavonne, a toutes chances d'être de lui.

## Éditions de textes
- Patrologia Graeca de Migne, vol. 99 (canon pour la restauration des images) et 100.
- Méthode le Patriarche, Vie d'Euthyme de Sardes, éd. J. Gouillard, TM 10 (1987), p. 1-101.
- Méthode le Patriarche, Vie de saint Théophane le Confesseur, éd. V. Latyšev, Mémoires de l'Académie des Sciences de Russie, 8e série, 13, 4, Petrograd (1918), p. 1-40.